# Persone di nome Dwight
| Questa pagina contiene informazioni ricavate automaticamente dalle voci biografiche con l'ausilio del template Bio e di un bot. L'aggiornamento è periodico e automatico e ricostruisce completamente la pagina. Se manca una persona in questa lista, sei pregato di non aggiungerla, ma accertati piuttosto che la sua voce biografica contenga il template Bio e che i dati anagrafici siano correttamente compilati. Se il template Bio manca, inseriscilo tu stesso o, in alternativa, metti l'avviso {{tmp\|Bio}} che ne segnala la mancanza. Se i dati riportati sono sbagliati, correggi direttamente la voce biografica; le modifiche saranno visibili in questa lista entro pochi giorni. Per chiarimenti vedi il progetto antroponimi. La lista contiene solo le 51 persone che sono citate nell'enciclopedia e per le quali è stato implementato correttamente il template Bio. Pagina aggiornata al 16 ott 2024. |

Questa è una lista di persone presenti nell'enciclopedia che hanno il prenome Dwight, suddivise per attività principale.

## Allenatori di calcio(3)
- Dwight Blackson, allenatore di calcio e ex calciatore surinamese (Paramaribo, n. 1971)
- Dwight Lodeweges, allenatore di calcio e ex calciatore olandese (Turner Valley, n. 1957)
- Dwight Yorke, allenatore di calcio e ex calciatore trinidadiano (Canaan, n. 1971)

## Altisti(1)
- Dwight Stones, ex altista e commentatore televisivo statunitense (Los Angeles, n. 1953)

## Attori(2)
- Dwight Frye, attore e pianista statunitense (Salina, n. 1899 - Hollywood, † 1943)
- Dwight Schultz, attore e doppiatore statunitense (Baltimora, n. 1947)

## Biblisti(1)
- Dwight A. Pryor, biblista statunitense (n. 1945 - † 2011)

## Calciatori(6)
- Dwight Gayle, calciatore inglese (Walthamstow, n. 1989)
- Dwight Ferguson, ex calciatore americo-verginiano (n. 1971)
- Dwight McNeil, calciatore inglese (Rochdale, n. 1999)
- Dwight Oehlers, ex calciatore olandese (n. 1988)
- Dwight Pezzarossi, ex calciatore e politico guatemalteco (Città del Guatemala, n. 1979)
- Dwight Tiendalli, ex calciatore olandese (Paramaribo, n. 1985)

## Cantanti(2)
- Bushman, cantante giamaicano (Giamaica, n. 1973)
- Heavy D, cantante, rapper e attore statunitense (Mandeville, n. 1967 - Mount Vernon, † 2011)

## Cantautori(1)
- Dwight Yoakam, cantautore e attore statunitense (Pikeville, n. 1956)

## Cestisti(15)
- Dwight Anderson, cestista statunitense (Dayton, n. 1960 - Dayton, † 2020)
- Dwight Buycks, cestista statunitense (Milwaukee, n. 1989)
- Dwight Coleby, cestista bahamense (Nassau, n. 1994)
- Dwight Davis, ex cestista statunitense (Houston, n. 1949)
- Dwight Hardy, ex cestista statunitense (New York, n. 1986)
- Dwight Howard, cestista statunitense (Atlanta, n. 1985)
- Dwight Jones, cestista statunitense (Houston, n. 1952 - The Woodlands, † 2016)
- Dwight Jones, ex cestista statunitense (St. Louis, n. 1961)
- Bo Lamar, ex cestista statunitense (Columbus, n. 1951)
- Dwight Lewis, ex cestista venezuelano (Maiquetía, n. 1987)
- Red Morrison, cestista statunitense (Fresno, n. 1932 - † 2023)
- Dwight Powell, cestista canadese (Toronto, n. 1991)
- Dwight Ramos, cestista statunitense (West Covina, n. 1998)
- Dwight Waller, cestista statunitense (Brownsville, n. 1945 - † 2021)
- Dwight Walton, ex cestista canadese (Montréal, n. 1965)

## Coreografi(1)
- Dwight Rhoden, coreografo e ballerino statunitense (Columbus, n. 1962)

## Editori(1)
- Dwight L. Moody, editore statunitense (n. 1837 - † 1899)

## Fotografi(1)
- Dwight Hooker, fotografo e architetto statunitense (Albany, n. 1928 - Michigan, † 2015)

## Generali(1)
- Dwight D. Eisenhower, generale e politico statunitense (Denison, n. 1890 - Washington, † 1969)

## Giocatori di football americano(6)
- Dwight Bentley, ex giocatore di football americano statunitense (Miami, n. 1989)
- Dwight Clark, giocatore di football americano statunitense (Kinston, n. 1957 - Whitefish, † 2018)
- Dwight Freeney, ex giocatore di football americano statunitense (Hartford, n. 1980)
- Dwight Smith, ex giocatore di football americano statunitense (Detroit, n. 1978)
- Dwight Stephenson, ex giocatore di football americano statunitense (Murfreesboro, n. 1957)
- Dwight White, giocatore di football americano statunitense (Hampton, n. 1949 - Pittsburgh, † 2008)

## Hockeisti su ghiaccio(1)
- Dwight King, hockeista su ghiaccio canadese (Meadow Lake, n. 1989)

## Lunghisti(1)
- Dwight Phillips, ex lunghista statunitense (Decatur, n. 1977)

## Ostacolisti(1)
- Dwight Thomas, ostacolista e velocista giamaicano (Kingston, n. 1980)

## Politici(2)
- Dwight Evans, politico statunitense (Filadelfia, n. 1954)
- Dwight Clinton Jones, politico statunitense (Filadelfia, n. 1948)

## Pugili(1)
- Dwight Muhammad Qawi, ex pugile statunitense (Baltimora, n. 1953)

## Rapper(1)
- Beanie Sigel, rapper e attore statunitense (Filadelfia, n. 1974)

## Registi(1)
- Dwight H. Little, regista statunitense (Cleveland, n. 1956)

## Scrittori(1)
- Dwight Macdonald, scrittore, filosofo e sociologo statunitense (New York, n. 1906 - New York, † 1982)

## Tennisti(1)
- Dwight Filley Davis, tennista e politico statunitense (Saint Louis, n. 1879 - Washington, † 1945)